# مولای یعقوب
مولای یعقوب (به فرانسوی: Moulay Yaâcoub) یک شهرک در مراکش است که در استان مولای یعقوب واقع شده‌است. مولای یعقوب ۴٬۶۱۲ نفر جمعیت دارد.

## خواهرخوانده
شهر اکس-له-بن خواهرخواندهٔ مولای یعقوب هست.